# ATP Challenger Tour 2025
El ATP Challenger Tour 2025 es el circuito profesional de tenis secundario organizado por la ATP. En 2025 el calendario del ATP Challenger Tour comprende aproximadamente 131 torneos, con premios que van desde U$ 40,000 hasta U$ 220,000. Se trata de la 48.ª edición del ciclo de torneos challenger, y el 17.° en el marco del nombre de Challenger Tour.

## Distribución de puntos
Los puntos se otorgan de la siguiente manera:
| Categoría      | Modalidad    | Campeón | Finalista | Semifinales | Cuartos de final | 2ª ronda | 1ª ronda | Clasificados | Rondas de clasificación |
| Challenger 175 | Individuales | 175     | 90        | 50          | 25               | 13       | 0        | 6            | 3                       |
| Challenger 175 | Dobles       | 175     | 100       | 60          | 32               | -        | 0        | -            | -                       |
| Challenger 125 | Individuales | 125     | 64        | 35          | 16               | 8        | 0        | 5            | 2                       |
| Challenger 125 | Dobles       | 125     | 75        | 45          | 25               | -        | 0        | -            | -                       |
| Challenger 100 | Individuales | 100     | 50        | 25          | 14               | 7        | 0        | 5            | 2                       |
| Challenger 100 | Dobles       | 100     | 75        | 45          | 25               | -        | 0        | -            | -                       |
| Challenger 75  | Individuales | 75      | 44        | 22          | 12               | 6        | 0        | 4            | 2                       |
| Challenger 75  | Dobles       | 75      | 60        | 36          | 20               | -        | 0        | -            | -                       |
| Challenger 50  | Individuales | 50      | 25        | 14          | 8                | 4        | 0        | 3            | 1                       |
| Challenger 50  | Dobles       | 50      | 30        | 17          | 9                | -        | 0        | -            | -                       |

## Programa de torneos
A continuación lista de torneos:
(i): Indoor

### Torneos en enero
| Semana de       | Torneo | Campeones                                             | Finalista                           | Semifinales                         | Cuartos de final                                                              |
| --------------- | --- | ----------------------------------------------------- | ----------------------------------- | ----------------------------------- | ----------------------------------------------------------------------------- |
| 30 de diciembre | Canberra Tennis International Canberra, Australia Dura – Challenger 125 – 32S/24Q/16D Cuadro Individuales – Cuadro Dobles      | João Fonseca 6–4, 6–4                                 | Ethan Quinn                         | Martín Landaluce Jacob Fearnley     | Yosuke Watanuki Vít Kopřiva Christopher Eubanks Harold Mayot                  |
| 30 de diciembre | Canberra Tennis International Canberra, Australia Dura – Challenger 125 – 32S/24Q/16D Cuadro Individuales – Cuadro Dobles      | Ryan Seggerman Eliot Spizzirri 1–6, 7–5, [10–5]       | Pierre-Hugues Herbert Jérôme Kym    | Martín Landaluce Jacob Fearnley     | Yosuke Watanuki Vít Kopřiva Christopher Eubanks Harold Mayot                  |
| 30 de diciembre | Open Nouvelle-Calédonie Numea, Nueva Caledonia Dura – Challenger 100 – 32S/24Q/16D Cuadro Individuales – Cuadro Dobles         | Shintaro Mochizuki 6–1, 6–3                           | Moerani Bouzige                     | Jurij Rodionov Constant Lestienne   | Enzo Couacaud Taisei Ichikawa Valentin Vacherot Márton Fucsovics              |
| 30 de diciembre | Open Nouvelle-Calédonie Numea, Nueva Caledonia Dura – Challenger 100 – 32S/24Q/16D Cuadro Individuales – Cuadro Dobles         | Blake Bayldon Colin Sinclair 6–3, 7–5                 | Ryuki Matsuda Ryotaro Taguchi       | Jurij Rodionov Constant Lestienne   | Enzo Couacaud Taisei Ichikawa Valentin Vacherot Márton Fucsovics              |
| 30 de diciembre | Nonthaburi Challenger Nonthaburi, Tailandia Dura – Challenger 75 – 32S/24Q/16D Cuadro Individuales – Cuadro Dobles             | Aslan Karatsev 7–6(7–5), 7–5                          | Grégoire Barrère                    | Kimmer Coppejans Rei Sakamoto       | Enrico Dalla Valle Lukas Neumayer Gianluca Mager Khumoyun Sultanov            |
| 30 de diciembre | Nonthaburi Challenger Nonthaburi, Tailandia Dura – Challenger 75 – 32S/24Q/16D Cuadro Individuales – Cuadro Dobles             | Kokoro Isomura Rio Noguchi 7–6(7–3), 7–6(11–9)        | Zdeněk Kolář Neil Oberleitner       | Kimmer Coppejans Rei Sakamoto       | Enrico Dalla Valle Lukas Neumayer Gianluca Mager Khumoyun Sultanov            |
| 6 de enero      | Nonthaburi Challenger II Nonthaburi, Tailandia Dura – Challenger 75 – 32S/24Q/16D Cuadro Individuales – Cuadro Dobles          | Rio Noguchi 7–6(11–9), 6–2                            | Cui Jie                             | Murphy Cassone Marat Sharipov       | Maximus Jones Jakub Paul Yusuke Takahashi Daniel Michalski                    |
| 6 de enero      | Nonthaburi Challenger II Nonthaburi, Tailandia Dura – Challenger 75 – 32S/24Q/16D Cuadro Individuales – Cuadro Dobles          | Ray Ho Neil Oberleitner 6–4, 7–6(7–5)                 | Daniel Cukierman Joshua Paris       | Murphy Cassone Marat Sharipov       | Maximus Jones Jakub Paul Yusuke Takahashi Daniel Michalski                    |
| 6 de enero      | Lexus Nottingham Challenger Nottingham, Reino Unido Dura (i) – Challenger 75 – 32S/24Q/16D Cuadro Individuales – Cuadro Dobles | Viktor Durasovic 7–6(8–6), 3–6, 6–1                   | Henry Searle                        | Mika Brunold Anton Matusevich       | Lukáš Pokorný Chris Rodesch Norbert Gombos Dennis Novak                       |
| 6 de enero      | Lexus Nottingham Challenger Nottingham, Reino Unido Dura (i) – Challenger 75 – 32S/24Q/16D Cuadro Individuales – Cuadro Dobles | Jonáš Forejtek Michael Vrbenský 7–6(7–5), 7–6(7–5)    | Jiří Barnat Filip Duda              | Mika Brunold Anton Matusevich       | Lukáš Pokorný Chris Rodesch Norbert Gombos Dennis Novak                       |
| 6 de enero      | Oeiras Indoors Oeiras, Portugal Dura (i) – Challenger 75 – 32S/24Q/16D Cuadro Individuales – Cuadro Dobles                     | Hamad Medjedovic 6–1, 6–3                             | Liam Draxl                          | Daniel Rincón Rudolf Molleker       | Zsombor Piros Max Hans Rehberg Antoine Cornut-Chauvinc Alexander Ritschard    |
| 6 de enero      | Oeiras Indoors Oeiras, Portugal Dura (i) – Challenger 75 – 32S/24Q/16D Cuadro Individuales – Cuadro Dobles                     | George Goldhoff Trey Hilderbrand 7–5, 2–6, [10–5]     | Kaichi Uchida Denis Yevseyev        | Daniel Rincón Rudolf Molleker       | Zsombor Piros Max Hans Rehberg Antoine Cornut-Chauvinc Alexander Ritschard    |
| 13 de enero     | Oeiras Indoors II Oeiras, Portugal Dura (i) – Challenger 100 – 32S/24Q/16D Cuadro Individuales – Cuadro Dobles                 | Aleksandar Kovacevic 6–4, 7–6(7–4)                    | Zsombor Piros                       | Alexis Galarneau Mackenzie McDonald | Beibit Zhukayev Alexander Ritschard Frederico Ferreira Silva Hamad Medjedovic |
| 13 de enero     | Oeiras Indoors II Oeiras, Portugal Dura (i) – Challenger 100 – 32S/24Q/16D Cuadro Individuales – Cuadro Dobles                 | Mili Poljičak Matej Sabanov 6–0, 6–1                  | Íñigo Cervantes Mick Veldheer       | Alexis Galarneau Mackenzie McDonald | Beibit Zhukayev Alexander Ritschard Frederico Ferreira Silva Hamad Medjedovic |
| 13 de enero     | Nonthaburi Challenger III Nonthaburi, Tailandia Dura – Challenger 75 – 32S/24Q/16D Cuadro Individuales – Cuadro Dobles         | Brandon Holt 6–3, 6–2                                 | Vít Kopřiva                         | Murphy Cassone Clément Tabur        | Dalibor Svrčina Federico Arnaboldi Zachary Svajda Hugo Grenier                |
| 13 de enero     | Nonthaburi Challenger III Nonthaburi, Tailandia Dura – Challenger 75 – 32S/24Q/16D Cuadro Individuales – Cuadro Dobles         | Ray Ho Neil Oberleitner 6–3, 6–4                      | Pruchya Isaro Wang Aoran            | Murphy Cassone Clément Tabur        | Dalibor Svrčina Federico Arnaboldi Zachary Svajda Hugo Grenier                |
| 13 de enero     | AAT Santander Challenger Tigre, Argentina Tierra batida – Challenger 50 – 32S/24Q/16D Cuadro Individuales – Cuadro Dobles      | Juan Pablo Varillas 6–4, 6–4                          | Daniel Vallejo                      | Álvaro Guillén Meza Gonzalo Bueno   | Gonzalo Villanueva Santiago Rodríguez Taverna Emilio Nava Murkel Dellien      |
| 13 de enero     | AAT Santander Challenger Tigre, Argentina Tierra batida – Challenger 50 – 32S/24Q/16D Cuadro Individuales – Cuadro Dobles      | Mariano Kestelboim Gonzalo Villanueva 6–2, 7–5        | Luís Britto Franco Roncadelli       | Álvaro Guillén Meza Gonzalo Bueno   | Gonzalo Villanueva Santiago Rodríguez Taverna Emilio Nava Murkel Dellien      |
| 20 de enero     | Open Quimper Bretagne Quimper, Francia Dura (i) – Challenger 125 – 32S/24Q/16D Cuadro Individuales – Cuadro Dobles             | Sascha Gueymard Wayenburg 6–7(3–7), 6–1, 6–2          | Pierre-Hugues Herbert               | Matteo Martineau Ričardas Berankis  | Laslo Djere Vitaliy Sachko Elmer Møller Titouan Droguet                       |
| 20 de enero     | Open Quimper Bretagne Quimper, Francia Dura (i) – Challenger 125 – 32S/24Q/16D Cuadro Individuales – Cuadro Dobles             | Sadio Doumbia Fabien Reboul 6–2, 4–6, [10–3]          | Romain Arneodo Manuel Guinard       | Matteo Martineau Ričardas Berankis  | Laslo Djere Vitaliy Sachko Elmer Møller Titouan Droguet                       |
| 20 de enero     | Oeiras Indoors III Oeiras, Portugal Dura (i) – Challenger 100 – 32S/24Q/16D Cuadro Individuales – Cuadro Dobles                | Alexander Blockx 7–5, 6–1                             | Liam Draxl                          | Alexis Galarneau Mark Lajal         | Valentin Royer Nicolás Mejía Nikoloz Basilashvili Beibit Zhukayev             |
| 20 de enero     | Oeiras Indoors III Oeiras, Portugal Dura (i) – Challenger 100 – 32S/24Q/16D Cuadro Individuales – Cuadro Dobles                | Liam Draxl Cleeve Harper 1–6, 7–5, [10–6]             | Matwé Middelkoop Denys Molchanov    | Alexis Galarneau Mark Lajal         | Valentin Royer Nicolás Mejía Nikoloz Basilashvili Beibit Zhukayev             |
| 20 de enero     | Punta Open Punta del Este, Uruguay Tierra batida – Challenger 75 – 32S/24Q/16D Cuadro Individuales – Cuadro Dobles             | Daniel Elahi Galán 5–7, 6–4, 6–4                      | Tomás Barrios                       | Emilio Nava Carlos Taberner         | Federico Coria Gonzalo Bueno Lautaro Midón Marco Trungelliti                  |
| 20 de enero     | Punta Open Punta del Este, Uruguay Tierra batida – Challenger 75 – 32S/24Q/16D Cuadro Individuales – Cuadro Dobles             | Gustavo Heide João Lucas Reis da Silva 6–2, 6–3       | Facundo Mena Marco Trungelliti      | Emilio Nava Carlos Taberner         | Federico Coria Gonzalo Bueno Lautaro Midón Marco Trungelliti                  |
| 27 de enero     | Koblenz Open Coblenza, Alemania Dura (i) – Challenger 100 – 32S/24Q/16D Cuadro Individuales – Cuadro Dobles                    | Ugo Blanchet 6–3, 3–6, 7–6(7–5)                       | Luca Nardi                          | Giulio Zeppieri Jakub Paul          | Henri Squire Mika Brunold Matteo Martineau Alexey Vatutin                     |
| 27 de enero     | Koblenz Open Coblenza, Alemania Dura (i) – Challenger 100 – 32S/24Q/16D Cuadro Individuales – Cuadro Dobles                    | Jakub Paul David Pel w/o                              | Geoffrey Blancaneaux Joshua Paris   | Giulio Zeppieri Jakub Paul          | Henri Squire Mika Brunold Matteo Martineau Alexey Vatutin                     |
| 27 de enero     | Brasil Tennis Challenger Piracicaba, Brasil Tierra batida – Challenger 100 – 32S/24Q/16D Cuadro Individuales – Cuadro Dobles   | Román Andrés Burruchaga 7–6(10–8), 6–7(6–8), 7–6(7–4) | Facundo Mena                        | Gustavo Heide Hugo Dellien          | Camilo Ugo Carabelli Carlos Taberner Juan Pablo Ficovich Federico Coria       |
| 27 de enero     | Brasil Tennis Challenger Piracicaba, Brasil Tierra batida – Challenger 100 – 32S/24Q/16D Cuadro Individuales – Cuadro Dobles   | Guido Andreozzi Orlando Luz 6–7(4–7), 6–2, [11–9]     | Marcelo Demoliner Fernando Romboli  | Gustavo Heide Hugo Dellien          | Camilo Ugo Carabelli Carlos Taberner Juan Pablo Ficovich Federico Coria       |
| 27 de enero     | Queensland International Brisbane, Australia Dura – Challenger 75 – 32S/24Q/16D Cuadro Individuales – Cuadro Dobles            | Tristan Schoolkate 7–6(7–3), 7–6(7–4)                 | Marek Gengel                        | Omar Jasika Adam Walton             | James McCabe Blake Ellis Alex Bolt Bernard Tomic                              |
| 27 de enero     | Queensland International Brisbane, Australia Dura – Challenger 75 – 32S/24Q/16D Cuadro Individuales – Cuadro Dobles            | Matthew Romios Colin Sinclair 7–6(7–2), 7–5           | Joshua Charlton Patrick Harper      | Omar Jasika Adam Walton             | James McCabe Blake Ellis Alex Bolt Bernard Tomic                              |
| 27 de enero     | Cleveland Open Cleveland, Estados Unidos Dura (i) – Challenger 75 – 32S/24Q/16D Cuadro Individuales – Cuadro Dobles            | Colton Smith 6–4, 7–6(6–8), 6–3                       | Eliot Spizzirri                     | Tyler Zink Jeffrey John Wolf        | Murphy Cassone James Trotter Karue Sell Stefan Kozlov                         |
| 27 de enero     | Cleveland Open Cleveland, Estados Unidos Dura (i) – Challenger 75 – 32S/24Q/16D Cuadro Individuales – Cuadro Dobles            | Robert Cash James Tracy 7–6(7–4), 6–1                 | Juan Carlos Aguilar Filip Pieczonka | Tyler Zink Jeffrey John Wolf        | Murphy Cassone James Trotter Karue Sell Stefan Kozlov                         |

### Torneos en febrero
| Semana de     | Torneo | Campeones                                                             | Finalista                                       | Semifinales                           | Cuartos de final                                                                |
| ------------- | --- | --------------------------------------------------------------------- | ----------------------------------------------- | ------------------------------------- | ------------------------------------------------------------------------------- |
| 3 de febrero  | Play In Challenger Lille, Francia Dura (i) – Challenger 125 – 32S/24Q/16D Cuadro Individuales – Cuadro Dobles                           | Arthur Bouquier 6–3, 3–5 ret.                                         | Lucas Pouille                                   | Calvin Hemery Valentin Royer          | Tom Paris Max Hans Rehberg Alexander Blockx Arthur Gea                          |
| 3 de febrero  | Play In Challenger Lille, Francia Dura (i) – Challenger 125 – 32S/24Q/16D Cuadro Individuales – Cuadro Dobles                           | Jakub Paul David Pel 6–3, 6–4                                         | Karol Drzewiecki Piotr Matuszewski              | Calvin Hemery Valentin Royer          | Tom Paris Max Hans Rehberg Alexander Blockx Arthur Gea                          |
| 3 de febrero  | Rosario Challenger Rosario, Argentina Tierra batida – Challenger 125 – 32S/24Q/16D Cuadro Individuales – Cuadro Dobles                  | Camilo Ugo Carabelli 3–6, 6–3, 6–2                                    | Hugo Dellien                                    | Sebastián Báez Murkel Dellien         | Francesco Passaro Francisco Comesaña Juan Pablo Ficovich Juan Manuel Cerúndolo  |
| 3 de febrero  | Rosario Challenger Rosario, Argentina Tierra batida – Challenger 125 – 32S/24Q/16D Cuadro Individuales – Cuadro Dobles                  | Marcelo Demoliner Fernando Romboli 7–5, 6–3                           | Guido Andreozzi Théo Arribagé                   | Sebastián Báez Murkel Dellien         | Francesco Passaro Francisco Comesaña Juan Pablo Ficovich Juan Manuel Cerúndolo  |
| 3 de febrero  | Chennai Open Challenger Chennai, India Dura – Challenger 100 – 32S/24Q/16D Cuadro Individuales – Cuadro Dobles                          | Kyrian Jacquet 7–6(7–1), 6–4                                          | Elias Ymer                                      | Billy Harris Dalibor Svrčina          | Timofey Skatov Rio Noguchi Shintaro Mochizuki Oleksandr Ovcharenko              |
| 3 de febrero  | Chennai Open Challenger Chennai, India Dura – Challenger 100 – 32S/24Q/16D Cuadro Individuales – Cuadro Dobles                          | Shintaro Mochizuki Kaito Uesugi 6–4, 6–4                              | Saketh Myneni Ramkumar Ramanathan               | Billy Harris Dalibor Svrčina          | Timofey Skatov Rio Noguchi Shintaro Mochizuki Oleksandr Ovcharenko              |
| 3 de febrero  | Queensland International II Brisbane, Australia Dura – Challenger 75 – 32S/24Q/16D Cuadro Individuales – Cuadro Dobles                  | Adam Walton 7–6(8–6), 7–6(7–4)                                        | Jason Kubler                                    | Omar Jasika Christian Langmo          | Andre Ilagan Li Tu Yuta Shimizu James McCabe                                    |
| 3 de febrero  | Queensland International II Brisbane, Australia Dura – Challenger 75 – 32S/24Q/16D Cuadro Individuales – Cuadro Dobles                  | Joshua Charlton Patrick Harper 4–6, 7–6(7–5), [12–10]                 | Matt Hulme James Watt                           | Omar Jasika Christian Langmo          | Andre Ilagan Li Tu Yuta Shimizu James McCabe                                    |
| 3 de febrero  | Tenerife Challenger Tenerife, España Dura – Challenger 75 – 32S/24Q/16D Cuadro Individuales – Cuadro Dobles                             | Pablo Carreño 6–3, 6–2                                                | Alejandro Moro Cañas                            | Pol Martín Tiffon Henrique Rocha      | Johannus Monday Vilius Gaubas Abdullah Shelbayh Benjamin Hassan                 |
| 3 de febrero  | Tenerife Challenger Tenerife, España Dura – Challenger 75 – 32S/24Q/16D Cuadro Individuales – Cuadro Dobles                             | Íñigo Cervantes Daniel Rincón 6–2, 6–4                                | Nicolás Álvarez Varona Iñaki Montes de la Torre | Pol Martín Tiffon Henrique Rocha      | Johannus Monday Vilius Gaubas Abdullah Shelbayh Benjamin Hassan                 |
| 10 de febrero | Bahrain Ministry of Interior Tennis Challenger Manama, Baréin Dura – Challenger 125 – 32S/24Q/16D Cuadro Individuales – Cuadro Dobles   | Márton Fucsovics 6–3, 6–7(3–7), 6–4                                   | Andrea Vavassori                                | Marat Sharipov Brandon Holt           | Viktor Durasovic Duje Ajduković Alexis Galarneau Térence Atmane                 |
| 10 de febrero | Bahrain Ministry of Interior Tennis Challenger Manama, Baréin Dura – Challenger 125 – 32S/24Q/16D Cuadro Individuales – Cuadro Dobles   | Vitaliy Sachko Beibit Zhukayev 6–4, 6–0                               | Ivan Liutarevich Luca Sanchez                   | Marat Sharipov Brandon Holt           | Viktor Durasovic Duje Ajduković Alexis Galarneau Térence Atmane                 |
| 10 de febrero | Delhi Open Nueva Delhi, India Dura – Challenger 75 – 32S/24Q/16D Cuadro Individuales – Cuadro Dobles                                    | Kyrian Jacquet 6–4, 6–2                                               | Billy Harris                                    | Vít Kopřiva Tristan Schoolkate        | Shintaro Mochizuki Michael Geerts Andre Ilagan Elias Ymer                       |
| 10 de febrero | Delhi Open Nueva Delhi, India Dura – Challenger 75 – 32S/24Q/16D Cuadro Individuales – Cuadro Dobles                                    | Masamichi Imamura Rio Noguchi 6–4, 6–3                                | Niki Kaliyanda Poonacha Courtney John Lock      | Vít Kopřiva Tristan Schoolkate        | Shintaro Mochizuki Michael Geerts Andre Ilagan Elias Ymer                       |
| 10 de febrero | Tenerife Challenger II Tenerife, España Dura – Challenger 75 – 32S/24Q/16D Cuadro Individuales – Cuadro Dobles                          | Pablo Carreño 6–3, 6–2                                                | Filip Misolic                                   | Daniel Rincón Benjamin Hassan         | Dominik Koepfer Nicolás Álvarez Varona Abdullah Shelbayh Javier Barranco Cosano |
| 10 de febrero | Tenerife Challenger II Tenerife, España Dura – Challenger 75 – 32S/24Q/16D Cuadro Individuales – Cuadro Dobles                          | Alexander Merino Christoph Negritu 2–6, 6–3, [10–8]                   | Daniel Cukierman Joshua Paris                   | Daniel Rincón Benjamin Hassan         | Dominik Koepfer Nicolás Álvarez Varona Abdullah Shelbayh Javier Barranco Cosano |
| 17 de febrero | Teréga Open Pau–Pyrénées Pau, Francia Dura (i) – Challenger 125 – 32S/24Q/16D Cuadro Individuales – Cuadro Dobles                       | Raphaël Collignon 6–2, 6–4                                            | Patrick Zahraj                                  | Lukáš Klein Arthur Bouquier           | Jacob Fearnley Arthur Fery Murphy Cassone Filip Misolic                         |
| 17 de febrero | Teréga Open Pau–Pyrénées Pau, Francia Dura (i) – Challenger 125 – 32S/24Q/16D Cuadro Individuales – Cuadro Dobles                       | Jakob Schnaitter Mark Wallner 6–4, 6–7(5–7), [10–8]                   | Alexander Blockx Raphaël Collignon              | Lukáš Klein Arthur Bouquier           | Jacob Fearnley Arthur Fery Murphy Cassone Filip Misolic                         |
| 17 de febrero | Pune Challenger Pune, India Dura – Challenger 100 – 32S/24Q/16D Cuadro Individuales – Cuadro Dobles                                     | Dalibor Svrčina 7–6(7–3), 6–1                                         | Brandon Holt                                    | Alexis Galarneau Khumoyun Sultanov    | Billy Harris Valentin Vacherot Ugo Blanchet Ilia Simakin                        |
| 17 de febrero | Pune Challenger Pune, India Dura – Challenger 100 – 32S/24Q/16D Cuadro Individuales – Cuadro Dobles                                     | Jeevan Nedunchezhiyan Vijay Sundar Prashanth 3–6, 6–3, [10–0]         | Blake Bayldon Matthew Romios                    | Alexis Galarneau Khumoyun Sultanov    | Billy Harris Valentin Vacherot Ugo Blanchet Ilia Simakin                        |
| 17 de febrero | Glasgow Challenger Glasgow, Reino Unido Dura (i) – Challenger 75 – 32S/24Q/16D Cuadro Individuales – Cuadro Dobles                      | Nicolai Budkov Kjær 6–4, 6–3                                          | Viktor Durasovic                                | Max Hans Rehberg Daniel Rincón        | Johannus Monday Liam Draxl Denis Yevseyev Matteo Martineau                      |
| 17 de febrero | Glasgow Challenger Glasgow, Reino Unido Dura (i) – Challenger 75 – 32S/24Q/16D Cuadro Individuales – Cuadro Dobles                      | Daniel Cukierman Joshua Paris 5–7, 6–4, [12–10]                       | Vasil Kirkov Marcus Willis                      | Max Hans Rehberg Daniel Rincón        | Johannus Monday Liam Draxl Denis Yevseyev Matteo Martineau                      |
| 17 de febrero | Brazzaville Challenger Brazzaville, República del Congo Tierra batida – Challenger 50 – 32S/24Q/16D Cuadro Individuales – Cuadro Dobles | Geoffrey Blancaneaux 6–3, 6–4                                         | Calvin Hemery                                   | Maximus Jones Dinko Dinev             | Franco Agamenone Max Houkes Eliakim Coulibaly Paulo André Saraiva dos Santos    |
| 17 de febrero | Brazzaville Challenger Brazzaville, República del Congo Tierra batida – Challenger 50 – 32S/24Q/16D Cuadro Individuales – Cuadro Dobles | Mateo Barreiros Reyes Paulo André Saraiva dos Santos 6–4, 1–6, [10–6] | Geoffrey Blancaneaux Maxime Chazal              | Maximus Jones Dinko Dinev             | Franco Agamenone Max Houkes Eliakim Coulibaly Paulo André Saraiva dos Santos    |
| 24 de febrero | Bengaluru Open Bangalore, India Dura – Challenger 125 – 32S/24Q/16D Cuadro Individuales – Cuadro Dobles                                 | Brandon Holt 6–3, 6–3                                                 | Shintaro Mochizuki                              | James McCabe Billy Harris             | Hynek Bartoň Nicolás Mejía Petr Bar Biryukov Tristan Schoolkate                 |
| 24 de febrero | Bengaluru Open Bangalore, India Dura – Challenger 125 – 32S/24Q/16D Cuadro Individuales – Cuadro Dobles                                 | Anirudh Chandrasekar Ray Ho 6–2, 6–4                                  | Blake Bayldon Matthew Romios                    | James McCabe Billy Harris             | Hynek Bartoň Nicolás Mejía Petr Bar Biryukov Tristan Schoolkate                 |
| 24 de febrero | San Diego Open San Diego, Estados Unidos Dura – Challenger 100 – 32S/24Q/16D Cuadro Individuales – Cuadro Dobles                        | Eliot Spizzirri 6–4, 2–6, 6–4                                         | Mackenzie McDonald                              | Ethan Quinn Kamil Majchrzak           | Arthur Cazaux Taro Daniel Trevor Svajda Alex Bolt                               |
| 24 de febrero | San Diego Open San Diego, Estados Unidos Dura – Challenger 100 – 32S/24Q/16D Cuadro Individuales – Cuadro Dobles                        | Eliot Spizzirri Tyler Zink 6–7(3–7), 7–6(7–4), [10–8]                 | Juan José Bianchi Noah Zamora                   | Ethan Quinn Kamil Majchrzak           | Arthur Cazaux Taro Daniel Trevor Svajda Alex Bolt                               |
| 24 de febrero | Rwanda Challenger Kigali, Ruanda Tierra batida – Challenger 75 – 32S/24Q/16D Cuadro Individuales – Cuadro Dobles                        | Valentin Royer 6–1, 6–2                                               | Andrej Martin                                   | Maximilian Neuchrist Marco Cecchinato | Mathys Erhard Max Houkes Filip Cristian Jianu Lukas Neumayer                    |
| 24 de febrero | Rwanda Challenger Kigali, Ruanda Tierra batida – Challenger 75 – 32S/24Q/16D Cuadro Individuales – Cuadro Dobles                        | Jesper de Jong Max Houkes 6–3, 7–5                                    | Geoffrey Blancaneaux Zdeněk Kolář               | Maximilian Neuchrist Marco Cecchinato | Mathys Erhard Max Houkes Filip Cristian Jianu Lukas Neumayer                    |
| 24 de febrero | Challenger Città di Lugano Lugano, Suiza Dura (i) – Challenger 75 – 32S/24Q/16D Cuadro Individuales – Cuadro Dobles                     | Borna Ćorić 6–3, 6–1                                                  | Raphaël Collignon                               | Murphy Cassone Dino Prižmić           | Liam Draxl Luca Van Assche Vilius Gaubas Henri Squire                           |
| 24 de febrero | Challenger Città di Lugano Lugano, Suiza Dura (i) – Challenger 75 – 32S/24Q/16D Cuadro Individuales – Cuadro Dobles                     | Cleeve Harper David Stevenson 4–6, 6–3, [10–8]                        | Jakub Paul David Pel                            | Murphy Cassone Dino Prižmić           | Liam Draxl Luca Van Assche Vilius Gaubas Henri Squire                           |

### Torneos en marzo
| Semana de   | Torneo | Campeones                                           | Finalista                             | Semifinales                                 | Cuartos de final                                                                               |
| ----------- | --- | --------------------------------------------------- | ------------------------------------- | ------------------------------------------- | ---------------------------------------------------------------------------------------------- |
| 3 de marzo  | Rwanda Challenger II Kigali, Ruanda Tierra batida – Challenger 100 – 32S/24Q/16D Cuadro Individuales – Cuadro Dobles                           | Valentin Royer 6–2, 6–4                             | Guy den Ouden                         | Max Houkes Luka Pavlovic                    | Clément Tabur Gabriele Pennaforti Marco Cecchinato Calvin Hemery                               |
| 3 de marzo  | Rwanda Challenger II Kigali, Ruanda Tierra batida – Challenger 100 – 32S/24Q/16D Cuadro Individuales – Cuadro Dobles                           | Siddhant Banthia Alexander Donski 6–4, 5–7, [10–8]  | Geoffrey Blancaneaux Zdeněk Kolář     | Max Houkes Luka Pavlovic                    | Clément Tabur Gabriele Pennaforti Marco Cecchinato Calvin Hemery                               |
| 3 de marzo  | Challenger Córdoba Córdoba, Argentina Tierra batida – Challenger 75 – 32S/24Q/16D Cuadro Individuales – Cuadro Dobles                          | Thiago Agustín Tirante 6–4, 6–0                     | Juan Pablo Ficovich                   | Federico Coria Juan Manuel Cerúndolo        | Thiago Monteiro Daniel Elahi Galán Gonzalo Villanueva Juan Pablo Varillas                      |
| 3 de marzo  | Challenger Córdoba Córdoba, Argentina Tierra batida – Challenger 75 – 32S/24Q/16D Cuadro Individuales – Cuadro Dobles                          | Karol Drzewiecki Piotr Matuszewski 6–4, 6–4         | Fernando Romboli Matías Soto          | Federico Coria Juan Manuel Cerúndolo        | Thiago Monteiro Daniel Elahi Galán Gonzalo Villanueva Juan Pablo Varillas                      |
| 3 de marzo  | Thionville Open Thionville, Francia Dura (i) – Challenger 75 – 32S/24Q/16D Cuadro Individuales – Cuadro Dobles                                 | Borna Ćorić 6–4, 6–4                                | Arthur Bouquier                       | Alibek Kachmazov Jurij Rodionov             | Aziz Dougaz Liam Draxl Luca Van Assche Jan Choinski                                            |
| 3 de marzo  | Thionville Open Thionville, Francia Dura (i) – Challenger 75 – 32S/24Q/16D Cuadro Individuales – Cuadro Dobles                                 | Jakub Paul David Pel 6–1, 6–4                       | Matteo Martineau Luca Sanchez         | Alibek Kachmazov Jurij Rodionov             | Aziz Dougaz Liam Draxl Luca Van Assche Jan Choinski                                            |
| 3 de marzo  | Crete Challenger Quersoneso, Grecia Dura – Challenger 50 – 32S/24Q/16D Cuadro Individuales – Cuadro Dobles                                     | Edas Butvilas 6–3, 6–3                              | Stuart Parker                         | Zsombor Piros Ryan Peniston                 | Dennis Novak Henry Searle Dimitar Kuzmanov Aslan Karatsev                                      |
| 3 de marzo  | Crete Challenger Quersoneso, Grecia Dura – Challenger 50 – 32S/24Q/16D Cuadro Individuales – Cuadro Dobles                                     | Juan Carlos Prado Mark Whitehouse 7–6(9–7), 6–2     | Dennis Novak Zsombor Piros            | Zsombor Piros Ryan Peniston                 | Dennis Novak Henry Searle Dimitar Kuzmanov Aslan Karatsev                                      |
| 10 de marzo | Arizona Tennis Classic Phoenix, Estados Unidos Dura – Challenger 175 – 28S/16Q/16D Cuadro Individuales – Cuadro Dobles                         | João Fonseca 7–6(7–5), 7–6(7–0)                     | Alexander Bublik                      | Nuno Borges Kei Nishikori                   | Colton Smith Corentin Moutet Hugo Gaston Flavio Cobolli                                        |
| 10 de marzo | Arizona Tennis Classic Phoenix, Estados Unidos Dura – Challenger 175 – 28S/16Q/16D Cuadro Individuales – Cuadro Dobles                         | Marcel Granollers Horacio Zeballos 6–3, 7–6(7–2)    | Austin Krajicek Rajeev Ram            | Nuno Borges Kei Nishikori                   | Colton Smith Corentin Moutet Hugo Gaston Flavio Cobolli                                        |
| 10 de marzo | Copa Cap Cana Punta Cana, República Dominicana Dura – Challenger 175 – 28S/16Q/16D Cuadro Individuales – Cuadro Dobles                         | Aleksandar Kovacevic 6–2, 6–3                       | Damir Džumhur                         | Alexandre Müller Jakub Menšík               | Constant Lestienne Daniel Altmaier Miomir Kecmanović Tomás Martín Etcheverry                   |
| 10 de marzo | Copa Cap Cana Punta Cana, República Dominicana Dura – Challenger 175 – 28S/16Q/16D Cuadro Individuales – Cuadro Dobles                         | Gonzalo Escobar Diego Hidalgo 7–6(7–5), 6–4         | Petr Nouza Patrik Rikl                | Alexandre Müller Jakub Menšík               | Constant Lestienne Daniel Altmaier Miomir Kecmanović Tomás Martín Etcheverry                   |
| 10 de marzo | Challenger La Manche Cherburgo, Francia Dura (i) – Challenger 75 – 32S/24Q/16D Cuadro Individuales – Cuadro Dobles                             | Pierre-Hugues Herbert 6–3, 6–4                      | Jelle Sels                            | Jurij Rodionov Patrick Zahraj               | Emil Ruusuvuori Matteo Martineau Yuta Shimizu Arthur Fery                                      |
| 10 de marzo | Challenger La Manche Cherburgo, Francia Dura (i) – Challenger 75 – 32S/24Q/16D Cuadro Individuales – Cuadro Dobles                             | Oleg Prihodko Vitaliy Sachko 6–2, 6–2               | Lukáš Pokorný Giorgio Ricca           | Jurij Rodionov Patrick Zahraj               | Emil Ruusuvuori Matteo Martineau Yuta Shimizu Arthur Fery                                      |
| 10 de marzo | Challenger de Santiago Santiago, Chile Tierra batida – Challenger 75 – 32S/24Q/16D Cuadro Individuales – Cuadro Dobles                         | Daniel Elahi Galán 7–5, 6–3                         | Thiago Monteiro                       | Ignacio Buse Emilio Nava                    | Genaro Alberto Olivieri João Lucas Reis da Silva Andrea Collarini Matheus Pucinelli de Almeida |
| 10 de marzo | Challenger de Santiago Santiago, Chile Tierra batida – Challenger 75 – 32S/24Q/16D Cuadro Individuales – Cuadro Dobles                         | Vasil Kirkov Matías Soto 6–4, 6–3                   | Mateus Alves Luís Britto              | Ignacio Buse Emilio Nava                    | Genaro Alberto Olivieri João Lucas Reis da Silva Andrea Collarini Matheus Pucinelli de Almeida |
| 10 de marzo | Crete Challenger II Quersoneso, Grecia Dura – Challenger 50 – 32S/24Q/16D Cuadro Individuales – Cuadro Dobles                                  | Dimitar Kuzmanov 6–4, 6–2                           | Federico Cinà                         | Christoph Negritu Aslan Karatsev            | Timofey Skatov Dennis Novak Ergi Kırkın Chris Rodesch                                          |
| 10 de marzo | Crete Challenger II Quersoneso, Grecia Dura – Challenger 50 – 32S/24Q/16D Cuadro Individuales – Cuadro Dobles                                  | Stefanos Sakellaridis Petros Tsitsipas 6–2, 6–2     | Ilia Simakin Kelsey Stevenson         | Christoph Negritu Aslan Karatsev            | Timofey Skatov Dennis Novak Ergi Kırkın Chris Rodesch                                          |
| 17 de marzo | Paraguay Open Asunción, Paraguay Tierra batida – Challenger 75 – 32S/24Q/16D Cuadro Individuales – Cuadro Dobles                               | Emilio Nava 7–5, 6–3                                | Thiago Monteiro                       | Matheus Pucinelli de Almeida Daniel Vallejo | Álvaro Guillén Meza Román Andrés Burruchaga Tomás Barrios Vera Daniel Elahi Galán              |
| 17 de marzo | Paraguay Open Asunción, Paraguay Tierra batida – Challenger 75 – 32S/24Q/16D Cuadro Individuales – Cuadro Dobles                               | Vasil Kirkov Matías Soto 6–3, 6–4                   | Guillermo Durán Mariano Kestelboim    | Matheus Pucinelli de Almeida Daniel Vallejo | Álvaro Guillén Meza Román Andrés Burruchaga Tomás Barrios Vera Daniel Elahi Galán              |
| 17 de marzo | Yucatán Open Mérida, México Tierra batida – Challenger 75 – 32S/24Q/16D Cuadro Individuales – Cuadro Dobles                                    | Felipe Meligeni Alves 6–2, 1–6, 6–2                 | Juan Pablo Ficovich                   | Hugo Dellien Cristian Garín                 | Renzo Olivo Garrett Johns Juan Carlos Prado Rodrigo Pacheco Méndez                             |
| 17 de marzo | Yucatán Open Mérida, México Tierra batida – Challenger 75 – 32S/24Q/16D Cuadro Individuales – Cuadro Dobles                                    | Kilian Feldbausch Rodrigo Pacheco Méndez 6–4, 6–2   | George Goldhoff Trey Hilderbrand      | Hugo Dellien Cristian Garín                 | Renzo Olivo Garrett Johns Juan Carlos Prado Rodrigo Pacheco Méndez                             |
| 17 de marzo | Murcia Open Murcia, España Tierra batida – Challenger 75 – 32S/24Q/16D Cuadro Individuales – Cuadro Dobles                                     | Carlos Taberner 7–6(7–3), 4–6, 6–2                  | Jesper de Jong                        | Kimmer Coppejans Ivan Gakhov                | Márton Fucsovics Pablo Llamas Ruiz Denis Yevseyev Harold Mayot                                 |
| 17 de marzo | Murcia Open Murcia, España Tierra batida – Challenger 75 – 32S/24Q/16D Cuadro Individuales – Cuadro Dobles                                     | Grégoire Jacq Orlando Luz 6–4, 6–4                  | Jesper de Jong Mats Hermans           | Kimmer Coppejans Ivan Gakhov                | Márton Fucsovics Pablo Llamas Ruiz Denis Yevseyev Harold Mayot                                 |
| 17 de marzo | Zadar Open Zadar, Croacia Tierra batida – Challenger 75 – 32S/24Q/16D Cuadro Individuales – Cuadro Dobles                                      | Borna Ćorić 3–6, 6–2, 6–3                           | Valentin Royer                        | Damir Džumhur Enrico Dalla Valle            | Mili Poljičak Filip Cristian Jianu Jozef Kovalík Nerman Fatić                                  |
| 17 de marzo | Zadar Open Zadar, Croacia Tierra batida – Challenger 75 – 32S/24Q/16D Cuadro Individuales – Cuadro Dobles                                      | Zdeněk Kolář Neil Oberleitner 6–3, 6–4              | Denys Molchanov Mick Veldheer         | Damir Džumhur Enrico Dalla Valle            | Mili Poljičak Filip Cristian Jianu Jozef Kovalík Nerman Fatić                                  |
| 24 de marzo | Napoli Tennis Cup Nápoles, Italia Tierra batida – Challenger 125 – 32S/24Q/16D Cuadro Individuales – Cuadro Dobles                             | Vít Kopřiva 3–6, 6–3, 7–6(7–4)                      | Luciano Darderi                       | Dalibor Svrčina Andrea Pellegrino           | Stan Wawrinka Murkel Dellien Pierre-Hugues Herbert Federico Arnaboldi                          |
| 24 de marzo | Napoli Tennis Cup Nápoles, Italia Tierra batida – Challenger 125 – 32S/24Q/16D Cuadro Individuales – Cuadro Dobles                             | Alexander Erler Constantin Frantzen 6–4, 6–4        | Geoffrey Blancaneaux Albano Olivetti  | Dalibor Svrčina Andrea Pellegrino           | Stan Wawrinka Murkel Dellien Pierre-Hugues Herbert Federico Arnaboldi                          |
| 24 de marzo | Morelia Open Morelia, México Dura – Challenger 125 – 32S/24Q/16D Cuadro Individuales – Cuadro Dobles                                           | Dmitry Popko 1–6, 6–2, 6–4                          | James Duckworth                       | Beibit Zhukayev Hugo Grenier                | Alex Hernández Marc-Andrea Hüsler Thiago Agustín Tirante Bernard Tomic                         |
| 24 de marzo | Morelia Open Morelia, México Dura – Challenger 125 – 32S/24Q/16D Cuadro Individuales – Cuadro Dobles                                           | Gonzalo Escobar Diego Hidalgo 6–4, 4–6, [10–3]      | Marc-Andrea Hüsler Stefano Napolitano | Beibit Zhukayev Hugo Grenier                | Alex Hernández Marc-Andrea Hüsler Thiago Agustín Tirante Bernard Tomic                         |
| 24 de marzo | Girona Challenger Gerona, España Tierra batida – Challenger 100 – 32S/24Q/16D Cuadro Individuales – Cuadro Dobles                              | Marin Čilić 6–3, 6–4                                | Elmer Møller                          | Jesper de Jong Dušan Lajović                | Pablo Carreño Busta Sebastian Ofner Timofey Skatov Benjamin Hassan                             |
| 24 de marzo | Girona Challenger Gerona, España Tierra batida – Challenger 100 – 32S/24Q/16D Cuadro Individuales – Cuadro Dobles                              | Anirudh Chandrasekar David Vega Hernández 6–4, 6–4  | Grégoire Jacq Orlando Luz             | Jesper de Jong Dušan Lajović                | Pablo Carreño Busta Sebastian Ofner Timofey Skatov Benjamin Hassan                             |
| 24 de marzo | Challenger Concepción Concepción, Chile Tierra batida – Challenger 75 – 32S/24Q/16D Cuadro Individuales – Cuadro Dobles                        | Emilio Nava 6–1, 7–6(7–3)                           | Nicolás Kicker                        | Matías Soto Genaro Alberto Olivieri         | Guido Iván Justo Román Andrés Burruchaga João Lucas Reis da Silva Daniel Elahi Galán           |
| 24 de marzo | Challenger Concepción Concepción, Chile Tierra batida – Challenger 75 – 32S/24Q/16D Cuadro Individuales – Cuadro Dobles                        | Vasil Kirkov Matías Soto 6–2, 6–4                   | Seita Watanabe Takeru Yuzuki          | Matías Soto Genaro Alberto Olivieri         | Guido Iván Justo Román Andrés Burruchaga João Lucas Reis da Silva Daniel Elahi Galán           |
| 31 de marzo | Open Menorca Menorca, España Tierra batida – Challenger 100 – 32S/24Q/16D Cuadro Individuales – Cuadro Dobles                                  | Vilius Gaubas 6–0, 6–4                              | Pol Martín Tiffon                     | Lukas Neumayer Ignacio Buse                 | Carlos Taberner Elmer Møller Zsombor Piros Sebastian Ofner                                     |
| 31 de marzo | Open Menorca Menorca, España Tierra batida – Challenger 100 – 32S/24Q/16D Cuadro Individuales – Cuadro Dobles                                  | Benjamin Hassan Sebastian Ofner 7–5, 6–3            | Andrea Vavassori Matteo Vavassori     | Lukas Neumayer Ignacio Buse                 | Carlos Taberner Elmer Møller Zsombor Piros Sebastian Ofner                                     |
| 31 de marzo | Open Città della Disfida Barletta, Italia Tierra batida – Challenger 75 – 32S/24Q/16D Cuadro Individuales – Cuadro Dobles                      | Dalibor Svrčina 7–5, 6–3                            | Vitaliy Sachko                        | Valentin Royer Maxim Mrva                   | Enrico Dalla Valle Michael Geerts Dan Evans Matej Dodig                                        |
| 31 de marzo | Open Città della Disfida Barletta, Italia Tierra batida – Challenger 75 – 32S/24Q/16D Cuadro Individuales – Cuadro Dobles                      | Alexander Merino Christoph Negritu 7–6(7–5), 6–2    | Mats Hermans Tiago Pereira            | Valentin Royer Maxim Mrva                   | Enrico Dalla Valle Michael Geerts Dan Evans Matej Dodig                                        |
| 31 de marzo | Campeonato Internacional de Tênis de Campinas Campinas, Brasil Tierra batida – Challenger 75 – 32S/24Q/16D Cuadro Individuales – Cuadro Dobles | Tomás Barrios 6–4, 6–3                              | Álvaro Guillén Meza                   | Juan Pablo Varillas Matías Soto             | Eduardo Ribeiro Gonzalo Bueno Juan Carlos Prado Ángelo Daniel Dutra da Silva                   |
| 31 de marzo | Campeonato Internacional de Tênis de Campinas Campinas, Brasil Tierra batida – Challenger 75 – 32S/24Q/16D Cuadro Individuales – Cuadro Dobles | Mariano Kestelboim Gonzalo Villanueva 6–2, 7–6(7–5) | Seita Watanabe Takeru Yuzuki          | Juan Pablo Varillas Matías Soto             | Eduardo Ribeiro Gonzalo Bueno Juan Carlos Prado Ángelo Daniel Dutra da Silva                   |
| 31 de marzo | Morelos Open Cuernavaca, México Dura – Challenger 75 – 32S/24Q/16D Cuadro Individuales – Cuadro Dobles                                         | Marc-Andrea Hüsler 6–4, 3–6, 6–4                    | Dmitry Popko                          | Rafael Jódar Alexis Galarneau               | Rodrigo Pacheco Méndez Aidan Mayo Juan Pablo Ficovich Robin Catry                              |
| 31 de marzo | Morelos Open Cuernavaca, México Dura – Challenger 75 – 32S/24Q/16D Cuadro Individuales – Cuadro Dobles                                         | Jody Maginley Alfredo Perez 7–5, 6–7(5–7), [10–8]   | Finn Reynolds James Watt              | Rafael Jódar Alexis Galarneau               | Rodrigo Pacheco Méndez Aidan Mayo Juan Pablo Ficovich Robin Catry                              |

### Torneos en abril
| Semana de   | Torneo | Campeones                                                   | Finalista                                  | Semifinales                               | Cuartos de final                                                            |
| ----------- | --- | ----------------------------------------------------------- | ------------------------------------------ | ----------------------------------------- | --------------------------------------------------------------------------- |
| 7 de abril  | Mexico City Open Ciudad de México, México Tierra batida – Challenger 125 – 32S/24Q/16D Cuadro Individuales – Cuadro Dobles                | Felipe Meligeni Alves 6–3, 6–3                              | Luka Pavlovic                              | Adrian Mannarino Marc-Andrea Hüsler       | Juan Pablo Varillas Bernard Tomic Alfredo Perez Aziz Dougaz                 |
| 7 de abril  | Mexico City Open Ciudad de México, México Tierra batida – Challenger 125 – 32S/24Q/16D Cuadro Individuales – Cuadro Dobles                | Santiago González Austin Krajicek 7–6(11–9), 3–6, [10–5]    | Ryan Seggerman Patrik Trhac                | Adrian Mannarino Marc-Andrea Hüsler       | Juan Pablo Varillas Bernard Tomic Alfredo Perez Aziz Dougaz                 |
| 7 de abril  | Open Comunidad de Madrid Madrid, España Tierra batida – Challenger 100 – 32S/24Q/16D Cuadro Individuales – Cuadro Dobles                  | Kamil Majchrzak 6–3, 4–6, 6–4                               | Marin Čilić                                | Valentin Royer Norbert Gombos             | Zsombor Piros Vilius Gaubas Pavel Kotov Pablo Carreño Busta                 |
| 7 de abril  | Open Comunidad de Madrid Madrid, España Tierra batida – Challenger 100 – 32S/24Q/16D Cuadro Individuales – Cuadro Dobles                  | Francisco Cabral Lucas Miedler 7–6(7–2), 6–4                | Jakub Paul David Pel                       | Valentin Royer Norbert Gombos             | Zsombor Piros Vilius Gaubas Pavel Kotov Pablo Carreño Busta                 |
| 7 de abril  | Monza Open Monza, Italia Tierra batida – Challenger 100 – 32S/24Q/16D Cuadro Individuales – Cuadro Dobles                                 | Raphaël Collignon 6–3, 7–5                                  | Vitaliy Sachko                             | Dalibor Svrčina Luca Van Assche           | Jan Choinski Filip Misolic Federico Arnaboldi Jacopo Vasamì                 |
| 7 de abril  | Monza Open Monza, Italia Tierra batida – Challenger 100 – 32S/24Q/16D Cuadro Individuales – Cuadro Dobles                                 | Sander Arends Luke Johnson 6–1, 6–1                         | Filippo Romano Jacopo Vasamì               | Dalibor Svrčina Luca Van Assche           | Jan Choinski Filip Misolic Federico Arnaboldi Jacopo Vasamì                 |
| 7 de abril  | Sarasota Open Sarasota, Estados Unidos Tierra batida (v) – Challenger 75 – 32S/24Q/16D Cuadro Individuales – Cuadro Dobles                | Emilio Nava 6–2, 7–6(7–2)                                   | Liam Draxl                                 | Eliot Spizzirri Federico Agustín Gómez    | Geoffrey Blancaneaux Tomás Barrios Andrés Andrade Filip Cristian Jianu      |
| 7 de abril  | Sarasota Open Sarasota, Estados Unidos Tierra batida (v) – Challenger 75 – 32S/24Q/16D Cuadro Individuales – Cuadro Dobles                | Robert Cash James Tracy 6–4, 7–6(7–3)                       | Federico Agustín Gómez Luis David Martínez | Eliot Spizzirri Federico Agustín Gómez    | Geoffrey Blancaneaux Tomás Barrios Andrés Andrade Filip Cristian Jianu      |
| 14 de abril | Busan Open Busan, Corea del Sur Dura – Challenger 125 – 32S/24Q/16D Cuadro Individuales – Cuadro Dobles                                   | Térence Atmane 6–3, 6–4                                     | Adam Walton                                | Jason Kubler Brandon Holt                 | Yasutaka Uchiyama Chung Hyeon Hsu Yu-hsiou Ilia Simakin                     |
| 14 de abril | Busan Open Busan, Corea del Sur Dura – Challenger 125 – 32S/24Q/16D Cuadro Individuales – Cuadro Dobles                                   | Rio Noguchi Yuta Shimizu 7–6(9–7), 6–4                      | Ray Ho Matthew Romios                      | Jason Kubler Brandon Holt                 | Yasutaka Uchiyama Chung Hyeon Hsu Yu-hsiou Ilia Simakin                     |
| 14 de abril | Open de Oeiras Oeiras, Portugal Tierra batida – Challenger 125 – 32S/24Q/16D Cuadro Individuales – Cuadro Dobles                          | Elmer Møller 6–0, 6–4                                       | Francisco Comesaña                         | Carlos Taberner Roman Safiullin           | Grégoire Barrère Raphaël Collignon Rémy Bertola Dušan Lajović               |
| 14 de abril | Open de Oeiras Oeiras, Portugal Tierra batida – Challenger 125 – 32S/24Q/16D Cuadro Individuales – Cuadro Dobles                          | Karol Drzewiecki Piotr Matuszewski 6–4, 3–6, [10–8]         | Francisco Cabral Lucas Miedler             | Carlos Taberner Roman Safiullin           | Grégoire Barrère Raphaël Collignon Rémy Bertola Dušan Lajović               |
| 14 de abril | San Luis Open Challenger San Luis Potosí, México Tierra batida – Challenger 75 – 32S/24Q/16D Cuadro Individuales – Cuadro Dobles          | James Duckworth 6–1, 6–1                                    | Max Wiskandt                               | Dan Martin Juan Pablo Ficovich            | Alfredo Perez Mateus Alves Miguel Tobón Santiago Rodríguez Taverna          |
| 14 de abril | San Luis Open Challenger San Luis Potosí, México Tierra batida – Challenger 75 – 32S/24Q/16D Cuadro Individuales – Cuadro Dobles          | Ivan Liutarevich Marcus Willis 6–3, 6–4                     | Trey Hilderbrand Alfredo Perez             | Dan Martin Juan Pablo Ficovich            | Alfredo Perez Mateus Alves Miguel Tobón Santiago Rodríguez Taverna          |
| 14 de abril | Tallahassee Tennis Challenger Tallahassee, Estados Unidos Tierra batida – Challenger 75 – 32S/24Q/16D Cuadro Individuales – Cuadro Dobles | Chris Rodesch 4–6, 6–3, 6–4                                 | Emilio Nava                                | Mathys Erhard Andrea Collarini            | Murphy Cassone Mitchell Krueger João Lucas Reis da Silva Andrés Andrade     |
| 14 de abril | Tallahassee Tennis Challenger Tallahassee, Estados Unidos Tierra batida – Challenger 75 – 32S/24Q/16D Cuadro Individuales – Cuadro Dobles | Liam Draxl Cleeve Harper 6–2, 6–3                           | James Cerretani George Goldhoff            | Mathys Erhard Andrea Collarini            | Murphy Cassone Mitchell Krueger João Lucas Reis da Silva Andrés Andrade     |
| 14 de abril | Côte d'Ivoire Open Abiyán, Costa de Marfil Dura – Challenger 50 – 32S/24Q/16D Cuadro Individuales – Cuadro Dobles                         | Maximus Jones 6–3, 4–6, 6–4                                 | Ričardas Berankis                          | Florent Bax Tibo Colson                   | Giles Hussey Daniil Glinka Michael Geerts Robin Bertrand                    |
| 14 de abril | Côte d'Ivoire Open Abiyán, Costa de Marfil Dura – Challenger 50 – 32S/24Q/16D Cuadro Individuales – Cuadro Dobles                         | Matt Hulme Thijmen Loof 7–6(7–3), 6–4                       | Clément Chidekh Jody Maginley              | Florent Bax Tibo Colson                   | Giles Hussey Daniil Glinka Michael Geerts Robin Bertrand                    |
| 21 de abril | Gwangju Open Gwangju, Corea del Sur Dura – Challenger 75 – 32S/24Q/16D Cuadro Individuales – Cuadro Dobles                                | Jason Kubler 7–5, 6–7(7–9), 6–3                             | Alibek Kachmazov                           | Tristan Schoolkate Yosuke Watanuki        | Hugo Grenier Chung Hyeon Brandon Holt Omar Jasika                           |
| 21 de abril | Gwangju Open Gwangju, Corea del Sur Dura – Challenger 75 – 32S/24Q/16D Cuadro Individuales – Cuadro Dobles                                | Ray Ho Matthew Romios 6–3, 7–6(8–6)                         | Vasil Kirkov Bart Stevens                  | Tristan Schoolkate Yosuke Watanuki        | Hugo Grenier Chung Hyeon Brandon Holt Omar Jasika                           |
| 21 de abril | Savannah Challenger Savannah, Estados Unidos Tierra batida – Challenger 75 – 32S/24Q/16D Cuadro Individuales – Cuadro Dobles              | Nicolás Mejía 2–6, 6–2, 7–6(7–3)                            | Liam Draxl                                 | Eliot Spizzirri Genaro Alberto Olivieri   | Stefan Kozlov Wu Tung-lin Oliver Crawford Andres Martin                     |
| 21 de abril | Savannah Challenger Savannah, Estados Unidos Tierra batida – Challenger 75 – 32S/24Q/16D Cuadro Individuales – Cuadro Dobles              | Federico Agustín Gómez Luis David Martínez 3–6, 6–3, [10–5] | Mac Kiger Patrick Maloney                  | Eliot Spizzirri Genaro Alberto Olivieri   | Stefan Kozlov Wu Tung-lin Oliver Crawford Andres Martin                     |
| 21 de abril | Côte d'Ivoire Open II Abidjan, Costa de Marfil Dura – Challenger 50 – 32S/24Q/16D Cuadro Individuales – Cuadro Dobles                     | Eliakim Coulibaly 6–7(3–7), 6–4, 6–4                        | Aziz Dougaz                                | Michael Geerts Ričardas Berankis          | Philip Henning Aryan Shah Clément Chidekh Aleksandre Bakshi                 |
| 21 de abril | Côte d'Ivoire Open II Abidjan, Costa de Marfil Dura – Challenger 50 – 32S/24Q/16D Cuadro Individuales – Cuadro Dobles                     | Constantin Bittoun Kouzmine Aziz Ouakaa 7–6(7–5), 7–5       | Aleksandre Bakshi S D Prajwal Dev          | Michael Geerts Ričardas Berankis          | Philip Henning Aryan Shah Clément Chidekh Aleksandre Bakshi                 |
| 21 de abril | Garden Open Roma, Italia Tierra batida – Challenger 50 – 32S/24Q/16D Cuadro Individuales – Cuadro Dobles                                  | Matteo Gigante 6–2, 3–6, 6–4                                | Vilius Gaubas                              | Lukas Neumayer Sandro Kopp                | Andrea Pellegrino Timofey Skatov Federico Arnaboldi Francesco Maestrelli    |
| 21 de abril | Garden Open Roma, Italia Tierra batida – Challenger 50 – 32S/24Q/16D Cuadro Individuales – Cuadro Dobles                                  | Erik Grevelius Adam Heinonen 7–6(7–2), 7–5                  | Marco Bortolotti Giorgio Ricca             | Lukas Neumayer Sandro Kopp                | Andrea Pellegrino Timofey Skatov Federico Arnaboldi Francesco Maestrelli    |
| 21 de abril | Challenger Tucumán San Miguel de Tucumán, Argentina Tierra batida – Challenger 50 – 32S/24Q/16D Cuadro Individuales – Cuadro Dobles       | Alex Barrena 7–5, 6–2                                       | Santiago Rodríguez Taverna                 | Andrea Collarini Murkel Dellien           | Facundo Bagnis Juan Bautista Torres Pedro Boscardin Dias Mariano Kestelboim |
| 21 de abril | Challenger Tucumán San Miguel de Tucumán, Argentina Tierra batida – Challenger 50 – 32S/24Q/16D Cuadro Individuales – Cuadro Dobles       | Conner Huertas del Pino Federico Zeballos 1–6, 6–2, [10–8]  | Luciano Emanuel Ambrogi Máximo Zeitune     | Andrea Collarini Murkel Dellien           | Facundo Bagnis Juan Bautista Torres Pedro Boscardin Dias Mariano Kestelboim |
| 28 de abril | Open Aix Provence Aix-en-Provence, Francia Tierra batida – Challenger 175 – 28S/16Q/16D Cuadro Individuales – Cuadro Dobles               | Borna Ćorić 6–7(5–7), 6–3, 7–6(7–4)                         | Stan Wawrinka                              | Borna Gojo Ignacio Buse                   | Nishesh Basavareddy Valentin Vacherot Mariano Navone Reilly Opelka          |
| 28 de abril | Open Aix Provence Aix-en-Provence, Francia Tierra batida – Challenger 175 – 28S/16Q/16D Cuadro Individuales – Cuadro Dobles               | Robert Cash James Tracy 7–5, 7–6(7–5)                       | Théo Arribagé Hugo Nys                     | Borna Gojo Ignacio Buse                   | Nishesh Basavareddy Valentin Vacherot Mariano Navone Reilly Opelka          |
| 28 de abril | Estoril Open Estoril, Portugal Tierra batida – Challenger 175 – 28S/16Q/16D Cuadro Individuales – Cuadro Dobles                           | Alex Michelsen 6–4, 6–4                                     | Andrea Pellegrino                          | Aleksandar Vukic Miomir Kecmanović        | Nicolás Jarry Bernabé Zapata Nuno Borges Luca Nardi                         |
| 28 de abril | Estoril Open Estoril, Portugal Tierra batida – Challenger 175 – 28S/16Q/16D Cuadro Individuales – Cuadro Dobles                           | Ariel Behar Joran Vliegen 7–5, 6–3                          | Francisco Cabral Lucas Miedler             | Aleksandar Vukic Miomir Kecmanović        | Nicolás Jarry Bernabé Zapata Nuno Borges Luca Nardi                         |
| 28 de abril | Upper Austria Open Mauthausen, Austria Tierra batida – Challenger 100 – 32S/24Q/16D Cuadro Individuales – Cuadro Dobles                   | Cristian Garín 3–6, 6–1, 6–4                                | Tomás Barrios                              | Jérôme Kym Román Andrés Burruchaga        | Alexander Blockx Marco Trungelliti Neil Oberleitner Thiago Agustín Tirante  |
| 28 de abril | Upper Austria Open Mauthausen, Austria Tierra batida – Challenger 100 – 32S/24Q/16D Cuadro Individuales – Cuadro Dobles                   | Nico Hipfl Jérôme Kym 7–5, 3–6, [10–2]                      | Ryan Seggerman David Stevenson             | Jérôme Kym Román Andrés Burruchaga        | Alexander Blockx Marco Trungelliti Neil Oberleitner Thiago Agustín Tirante  |
| 28 de abril | Guangzhou International Challenger Nansha, China Dura – Challenger 75 – 32S/24Q/16D Cuadro Individuales – Cuadro Dobles                   | Térence Atmane 6–3, 7–6(7–4)                                | Tristan Schoolkate                         | Alibek Kachmazov Brandon Holt             | James McCabe Hugo Grenier Ilia Simakin Hsu Yu-hsiou                         |
| 28 de abril | Guangzhou International Challenger Nansha, China Dura – Challenger 75 – 32S/24Q/16D Cuadro Individuales – Cuadro Dobles                   | Ray Ho Matthew Romios 6–3, 6–4                              | Vasil Kirkov Bart Stevens                  | Alibek Kachmazov Brandon Holt             | James McCabe Hugo Grenier Ilia Simakin Hsu Yu-hsiou                         |
| 28 de abril | Ostra Group Open Ostrava, República Checa Tierra batida – Challenger 75 – 32S/24Q/16D Cuadro Individuales – Cuadro Dobles                 | Zsombor Piros 6–3, 6–2                                      | Hady Habib                                 | Oriol Roca Batalla Gauthier Onclin        | Vít Kopřiva Henri Squire Daniel Rincón Petr Brunclík                        |
| 28 de abril | Ostra Group Open Ostrava, República Checa Tierra batida – Challenger 75 – 32S/24Q/16D Cuadro Individuales – Cuadro Dobles                 | Jan Jermář Stefan Latinović 7–5, 6–3                        | Finn Reynolds James Watt                   | Oriol Roca Batalla Gauthier Onclin        | Vít Kopřiva Henri Squire Daniel Rincón Petr Brunclík                        |
| 28 de abril | Brasil Tennis Open Porto Alegre, Brasil Tierra batida – Challenger 50 – 32S/24Q/16D Cuadro Individuales – Cuadro Dobles                   | Santiago Rodríguez Taverna 4–6, 6–4, 7–6(8–6)               | Nikolás Sánchez Izquierdo                  | Matheus Pucinelli de Almeida Alex Barrena | Lautaro Midón Guido Iván Justo Eduardo Ribeiro João Lucas Reis da Silva     |
| 28 de abril | Brasil Tennis Open Porto Alegre, Brasil Tierra batida – Challenger 50 – 32S/24Q/16D Cuadro Individuales – Cuadro Dobles                   | Juan Carlos Prado Federico Zeballos 7–5, 7–5                | Lautaro Midón Gonzalo Villanueva           | Matheus Pucinelli de Almeida Alex Barrena | Lautaro Midón Guido Iván Justo Eduardo Ribeiro João Lucas Reis da Silva     |

### Torneos en mayo
| Semana de  | Torneo | Campeones                                                     | Finalista                     | Semifinales                      | Cuartos de final                                                   |
| ---------- | --- | ------------------------------------------------------------- | ----------------------------- | -------------------------------- | ------------------------------------------------------------------ |
| 5 de mayo  | Wuxi Open Wuxi, China Dura – Challenger 100 – 32S/24Q/16D Cuadro Individuales – Cuadro Dobles                                             | Sun Fajing 7–6(7–4), 6–4                                      | Alex Bolt                     | Ilia Simakin Térence Atmane      | Yusuke Takahashi Ryan Peniston Rio Noguchi Cui Jie                 |
| 5 de mayo  | Wuxi Open Wuxi, China Dura – Challenger 100 – 32S/24Q/16D Cuadro Individuales – Cuadro Dobles                                             | Vasil Kirkov Bart Stevens 3–6, 7–5, [10–6]                    | Ray Ho Matthew Romios         | Ilia Simakin Térence Atmane      | Yusuke Takahashi Ryan Peniston Rio Noguchi Cui Jie                 |
| 5 de mayo  | Abruzzo Open Francavilla al Mare, Italia Tierra batida – Challenger 75 – 32S/24Q/16D Cuadro Individuales – Cuadro Dobles                  | Francesco Maestrelli 6–4, 6–4                                 | Valentin Vacherot             | Dominic Stricker Mark Lajal      | Kimmer Coppejans Benoît Paire Elias Ymer Carlos Sánchez Jover      |
| 5 de mayo  | Abruzzo Open Francavilla al Mare, Italia Tierra batida – Challenger 75 – 32S/24Q/16D Cuadro Individuales – Cuadro Dobles                  | Luis David Martínez Facundo Mena 7–5, 2–6, [10–6]             | Théo Arribagé Grégoire Jacq   | Dominic Stricker Mark Lajal      | Kimmer Coppejans Benoît Paire Elias Ymer Carlos Sánchez Jover      |
| 5 de mayo  | Advantage Cars Prague Open Praga, República Checa Tierra batida – Challenger 75 – 32S/24Q/16D Cuadro Individuales – Cuadro Dobles         | Filip Misolic 6–4, 6–0                                        | Guy den Ouden                 | Lukáš Klein Martín Landaluce     | Maxime Chazal Mees Röttgering Alexander Blockx Nicolai Budkov Kjær |
| 5 de mayo  | Advantage Cars Prague Open Praga, República Checa Tierra batida – Challenger 75 – 32S/24Q/16D Cuadro Individuales – Cuadro Dobles         | Denys Molchanov Matěj Vocel 7–6(7–3), 6–3                     | David Pichler Jurij Rodionov  | Lukáš Klein Martín Landaluce     | Maxime Chazal Mees Röttgering Alexander Blockx Nicolai Budkov Kjær |
| 5 de mayo  | Santos Brasil Tennis Cup Santos, Brasil Tierra batida – Challenger 50 – 32S/24Q/16D Cuadro Individuales – Cuadro Dobles                   | Álvaro Guillén Meza 6–3, 7–6(14–12)                           | Matheus Pucinelli de Almeida  | Franco Roncadelli Nicolás Kicker | Renzo Olivo Gonzalo Villanueva Lautaro Midón Gianluca Mager        |
| 5 de mayo  | Santos Brasil Tennis Cup Santos, Brasil Tierra batida – Challenger 50 – 32S/24Q/16D Cuadro Individuales – Cuadro Dobles                   | Pedro Boscardin Dias Gonzalo Villanueva 6–2, 6–7(3–7), [10–7] | Boris Arias Federico Zeballos | Franco Roncadelli Nicolás Kicker | Renzo Olivo Gonzalo Villanueva Lautaro Midón Gianluca Mager        |
| 12 de mayo | BNP Paribas Primrose Bordeaux Burdeos, Francia Tierra batida – Challenger 175 – 28S/16Q/16D Cuadro Individuales – Cuadro Dobles           | vs                                                            | vs                            | vs                               | vs                                                                 |
| 12 de mayo | BNP Paribas Primrose Bordeaux Burdeos, Francia Tierra batida – Challenger 175 – 28S/16Q/16D Cuadro Individuales – Cuadro Dobles           | / vs /                                                        |                               | vs                               | vs                                                                 |
| 12 de mayo | Piemonte Open Turín, Italia Tierra batida – Challenger 175 – 28S/16Q/16D Cuadro Individuales – Cuadro Dobles                              | vs                                                            | vs                            | vs                               | vs                                                                 |
| 12 de mayo | Piemonte Open Turín, Italia Tierra batida – Challenger 175 – 28S/16Q/16D Cuadro Individuales – Cuadro Dobles                              | / vs /                                                        |                               | vs                               | vs                                                                 |
| 12 de mayo | Open de Oeiras II Oeiras, Portugal Tierra batida – Challenger 100 – 32S/24Q/16D Cuadro Individuales – Cuadro Dobles                       | vs                                                            | vs                            | vs                               | vs                                                                 |
| 12 de mayo | Open de Oeiras II Oeiras, Portugal Tierra batida – Challenger 100 – 32S/24Q/16D Cuadro Individuales – Cuadro Dobles                       | / vs /                                                        |                               | vs                               | vs                                                                 |
| 12 de mayo | Tunis Open Ciudad de Túnez, Túnez Tierra batida – Challenger 75 – 32S/24Q/16D Cuadro Individuales – Cuadro Dobles                         | vs                                                            | vs                            | vs                               | vs                                                                 |
| 12 de mayo | Tunis Open Ciudad de Túnez, Túnez Tierra batida – Challenger 75 – 32S/24Q/16D Cuadro Individuales – Cuadro Dobles                         | / vs /                                                        |                               | vs                               | vs                                                                 |
| 12 de mayo | Zagreb Open Zagreb, Croacia Tierra batida – Challenger 75 – 32S/24Q/16D Cuadro Individuales – Cuadro Dobles                               | vs                                                            | vs                            | vs                               | vs                                                                 |
| 12 de mayo | Zagreb Open Zagreb, Croacia Tierra batida – Challenger 75 – 32S/24Q/16D Cuadro Individuales – Cuadro Dobles                               | / vs /                                                        |                               | vs                               | vs                                                                 |
| 12 de mayo | Open Bogotá Bogotá, Colombia Tierra batida – Challenger 50 – 32S/24Q/16D Cuadro Individuales – Cuadro Dobles                              | vs                                                            | vs                            | vs                               | vs                                                                 |
| 12 de mayo | Open Bogotá Bogotá, Colombia Tierra batida – Challenger 50 – 32S/24Q/16D Cuadro Individuales – Cuadro Dobles                              | / vs /                                                        |                               | vs                               | vs                                                                 |
| 19 de mayo | Macedonian Open Skopje, Macedonia del Norte Tierra batida – Challenger 75 – 32S/24Q/16D Cuadro Individuales – Cuadro Dobles               | vs                                                            | vs                            | vs                               | vs                                                                 |
| 19 de mayo | Macedonian Open Skopje, Macedonia del Norte Tierra batida – Challenger 75 – 32S/24Q/16D Cuadro Individuales – Cuadro Dobles               | / vs /                                                        |                               | vs                               | vs                                                                 |
| 19 de mayo | Kachreti Challenger Kachreti, Georgia Dura – Challenger 50 – 32S/24Q/16D Cuadro Individuales – Cuadro Dobles                              | vs                                                            | vs                            | vs                               | vs                                                                 |
| 19 de mayo | Kachreti Challenger Kachreti, Georgia Dura – Challenger 50 – 32S/24Q/16D Cuadro Individuales – Cuadro Dobles                              | / vs /                                                        |                               | vs                               | vs                                                                 |
| 26 de mayo | Little Rock Challenger Little Rock, Estados Unidos Dura – Challenger 75 – 32S/24Q/16D Cuadro Individuales – Cuadro Dobles                 | vs                                                            | vs                            | vs                               | vs                                                                 |
| 26 de mayo | Little Rock Challenger Little Rock, Estados Unidos Dura – Challenger 75 – 32S/24Q/16D Cuadro Individuales – Cuadro Dobles                 | / vs /                                                        |                               | vs                               | vs                                                                 |
| 26 de mayo | Internazionali di Tennis Città di Vicenza Vicenza, Italia Tierra batida – Challenger 75 – 32S/24Q/16D Cuadro Individuales – Cuadro Dobles | vs                                                            | vs                            | vs                               | vs                                                                 |
| 26 de mayo | Internazionali di Tennis Città di Vicenza Vicenza, Italia Tierra batida – Challenger 75 – 32S/24Q/16D Cuadro Individuales – Cuadro Dobles | / vs /                                                        |                               | vs                               | vs                                                                 |
| 26 de mayo | Moldova Open Chișinău, Moldavia Dura – Challenger 50 – 32S/24Q/16D Cuadro Individuales – Cuadro Dobles                                    | vs                                                            | vs                            | vs                               | vs                                                                 |
| 26 de mayo | Moldova Open Chișinău, Moldavia Dura – Challenger 50 – 32S/24Q/16D Cuadro Individuales – Cuadro Dobles                                    | / vs /                                                        |                               | vs                               | vs                                                                 |